# زمین‌لرزه اتیوپی
زمین‌لرزه اتیوپی ممکن است به یکی از موارد زیر اشاره داشته باشد:
- زمین‌لرزه ۱۹۶۱ اتیوپی
- زمین‌لرزه ۱۹۶۹ اتیوپی